# 後藤和佐二

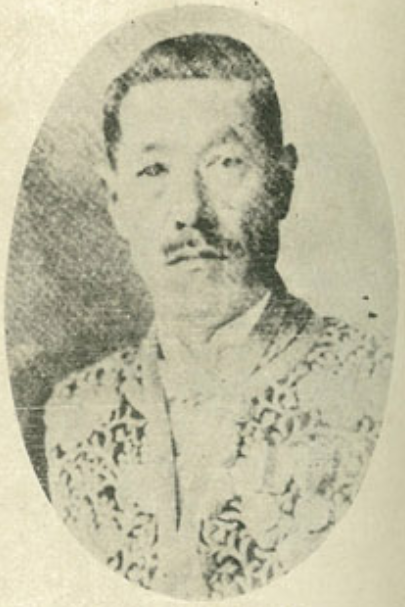
後藤和佐二

後藤 和佐二（ごとう わさじ、1880年（明治13年）8月6日 - 没年不詳）は、日本の検事、裁判官。

## 経歴
長野県上水内郡三輪村（現在の長野市）出身。水品安吉の二男として生まれ、後藤省三の養子となった。1903年（明治36年）、東京帝国大学法科大学を卒業し、司法官試補となる。1907年（明治40年）、陸軍三等主計。東京地方裁判所予備判事、横浜区裁判所・横浜地方裁判所判事、横浜地方裁判所部長、東京控訴院判事、静岡地方裁判所部長を歴任した。
広島控訴院部長を務めた後、台湾総督府法院判官に転じ、高等法院上告部判官、高等法院検察官長、高等法院長を務めた。
1933年（昭和8年）に退官した後は、公証人となった。